# Andrzej z Chio
Andrzej z Chio (ur. w 1438; zm. w 1465) – Święty Kościoła katolickiego.
W wieku 27 lat przybył jako pielgrzym do Konstantynopola. Złożono mu propozycję, aby wstąpił do armii osmańskiej, lecz odmówił. Za to został skazany na karę śmierci przez ścięcie. Został pochowany w kościele Najświętszej Marii Panny nad Bosforem. Jest czczony jako święty, a jego wspomnienie obchodzone jest w dniu 29 maja.